# Kuratela americká

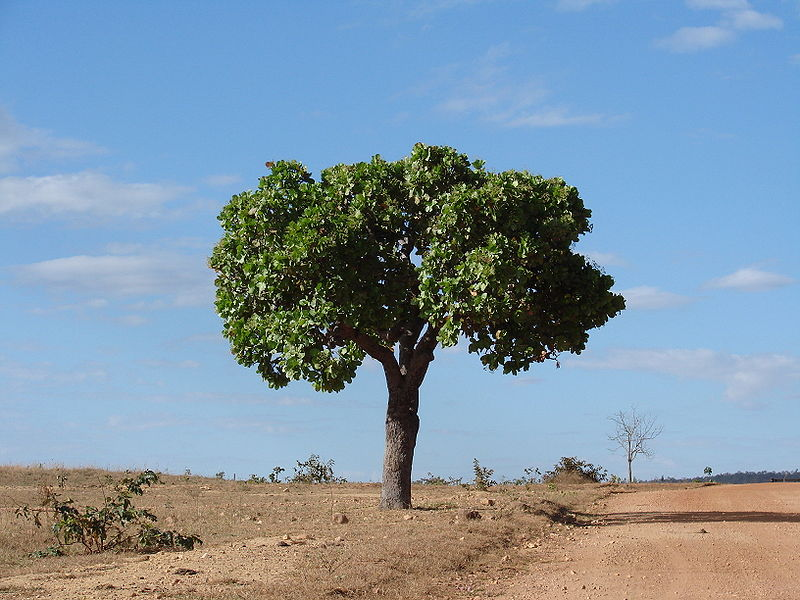
Věkovitý strom v brazilské oblasti Mato Grosso

Kuratela americká (Curatella americana) je druh rostliny z čeledi dileniovité a jediný druh rodu kuratela. Je to pokroucená dřevina s jednoduchými, tuhými, na omak drsnými listy. Květy jsou bílé, s mnoha tyčinkami. Plodem je tobolka. Semena mají nápadný bílý míšek. Je to jedna z nejběžnějších dřevin savan Latinské Ameriky.
Kuratela má lokálně poměrně mnohostranné využití. Používá se v domorodé medicíně, listy slouží jako náhrada brusného papíru, borka k barvení. Plody jsou jedlé. Dřevo je velmi trvanlivé a obtížně opracovatelné. Má spíše lokální význam. Používá se také jako palivo a k výrobě dřevěného uhlí.

## Popis
Kuratela americká je keř nebo malý strom, dorůstající výšky do 16 metrů. Kmen bývá krátký, pokroucený a často zakrslý, s tlustou šedohnědou borkou. Může dosáhnout tloušťky až 50 cm. V odění jsou přítomné hvězdovité trichomy. Listy jsou jednoduché, střídavé, kožovité, eliptické až vejčitě eliptické, 18 až 30 cm dlouhé a 5 až 15 cm široké, se zubatě zvlněným okrajem, se zpeřenou žilnatinou. Listy jsou na omak drsné vlivem přítomnosti křemičitých tělísek v epidermis. Palisty chybějí. Řapík je částečně křídlatý, 1 až 1,5 cm dlouhý. Květy jsou oboupohlavné, stopkaté, v úžlabních latovitých květenstvích. Kalich je vytrvalý, složený ze 4 (3 až 5) pýřitých, volných lístků. Koruna je bílá, opadavá, tvořená 3 nebo 4 volnými korunními lístky. Tyčinek je mnoho a jsou volné. Gyneceum je tvořeno 2 asi do poloviny srostlými plodolisty. Plodem je tobolka. Semena jsou obalena nápadným bílým míškem.

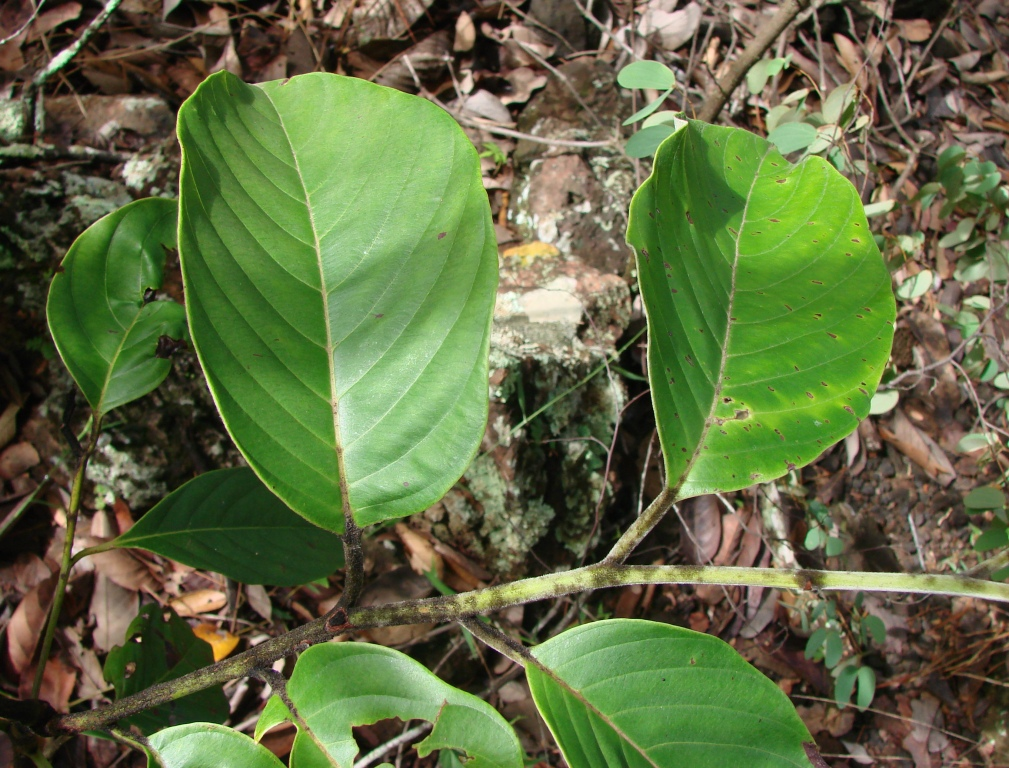
Listy kurately
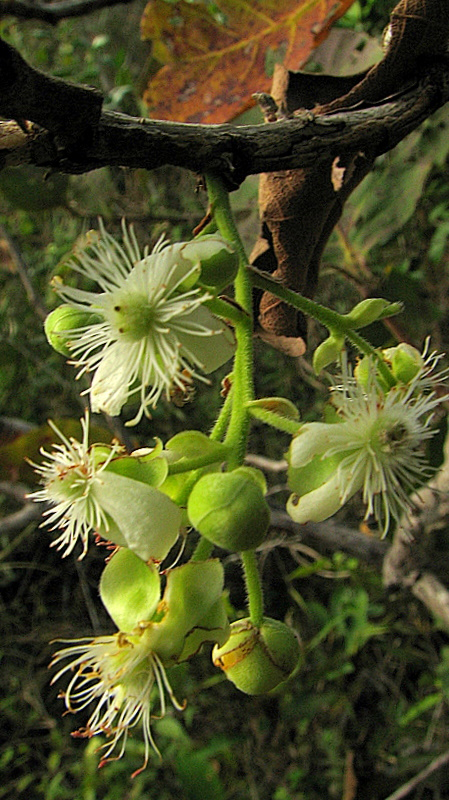
Květenství kurately
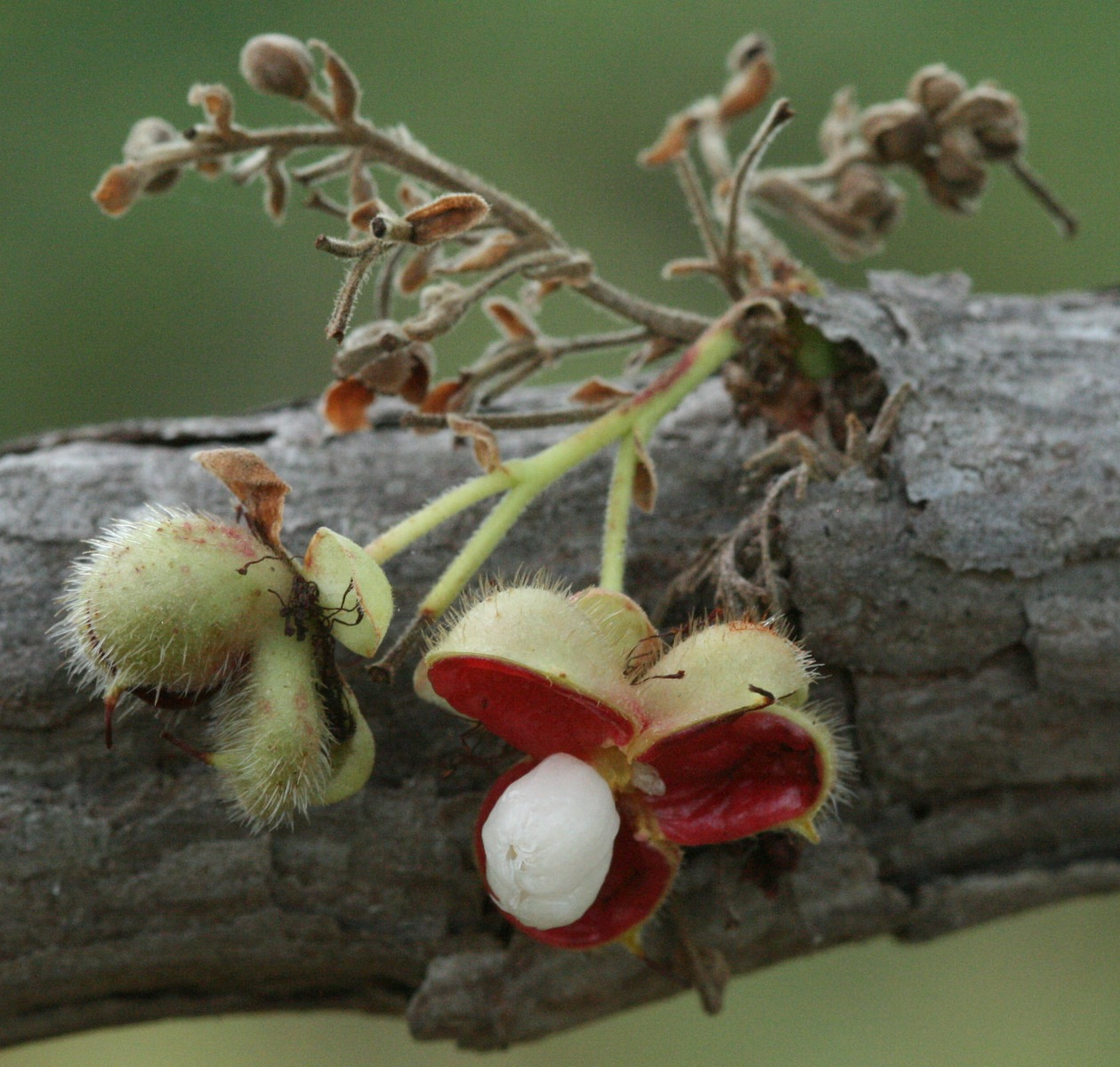
Plody kurately

## Rozšíření
Druh je rozšířen v tropické Americe od Mexika po jižní Brazílii a Bolívii a vyskytuje se také na Karibských ostrovech. Je to charakteristická dřevina latinskoamerických savan. Roste v rozptýlených, řídkých porostech, často pospolu s druhy Byrsonima crassifolia z čeledi malpígiovité a Bowdichia virgilioides z čeledi bobovité.

## Ekologické interakce
Květy kurately navštěvují zejména různé včely.
Plody mají z vnitřní strany jasně šarlatovou slupku, semena jsou černá a obklopená bílým míškem. Plody pravděpodobně lákají ptáky, kteří konzumují míšek a rozšiřují semena.

## Obsahové látky a jedovatost
Rostlina obsahuje poměrně širokou paletu látek, zahrnující flavonoidy, terpeny, saponiny, fenolické a steroidní sloučeniny.
Žláznaté chlupy na plodech obsahují alergenní látky, které mohou u citlivých osob způsobit silnou dermatitidu.

## Význam
Kuratela je pomalu rostoucí, světlomilná dřevina, velmi odolná vůči suchu. Je pěstována zejména ve Střední Americe jako okrasný strom. Přírodní populace jsou vyhledávány jako zdroj jedlých plodů, semena se používají k aromatizaci čokolády.
Borka kurately má sedativní a antiseptický účinek. Odvar se používá zevně na vředy a zranění, vnitřně při žloutence. Nálev z listů slouží jako adstringens.
Jádrové dřevo je rezavě hnědé, velmi trvanlivé, středně tvrdé až tvrdé, obtížně opracovatelné. Špatně se leští. Používá se spíše lokálně např. na kůly ohrad, k výrobě nábytku ap. Slouží také jako palivo a k výrobě dřevěného uhlí. Borka se používá k barvení. Drsné listy slouží jako náhrada brusného papíru např. při povrchových úpravách a leštění výrobků ze dřeva či kovu.